# Annandale (Virginia)
Annandale is een plaats (census-designated place) in de Amerikaanse staat Virginia, en valt bestuurlijk gezien onder Fairfax County.

## Demografie
Bij de volkstelling in 2000 werd het aantal inwoners vastgesteld op 54.994.

## Geografie
Volgens het United States Census Bureau beslaat de plaats een oppervlakte van
35,7 km², geheel bestaande uit land. Annandale ligt op ongeveer 77 m boven zeeniveau.

## Plaatsen in de nabije omgeving
De onderstaande figuur toont nabijgelegen plaatsen in een straal van 8 km rond Annandale.